# 汤姆·霍金斯
托马斯·杰罗姆·霍金斯（英語：Thomas Jerome Hawkins，1936年12月22日—2017年8月16日），美国NBA联盟前职业篮球运动员。他在1959年的NBA选秀中第1轮第3顺位被明尼阿波利斯湖人选中。